# Kristoffer Askildsen
Kristoffer Askildsen (ur. 9 stycznia 2001 w Oslo) – norweski piłkarz, występujący na pozycji pomocnika we włoskim klubie US Lecce, do którego jest wypożyczony z Sampdorii.

## Kariera klubowa
Askildsen jest wychowankiem norweskiego Stabeak. Swój klubowy debiut zaliczył w spotkaniu Elliteserien przeciwko Ranheim IL we wrześniu 2018 roku.
W styczniu 2020 roku, został wypożyczony do włoskiej Sampdorii. W letnim okienku transferowym, Włosi zdecydowali się na wykupienie piłkarza, płacąc za jego transfer 2,5 miliona euro.

## Kariera reprezentacyjna
Premierowy występ w reprezentacji Norwegii, rozegrał w listopadzie 2020 roku, przeciwko reprezentacji Austrii w ramach rozgrywek Ligi Narodów.
Wcześniej, przez kilka lat, grał w reprezentacji na kilku poziomach juniorskich.